# Bernard i Bianka
Bernard i Bianka (ang. The Rescuers) – amerykański film animowany z 1977 roku, którego fabuła oparta jest na podstawie książek Margery Sharp. Film powstał w studio Walt Disney Pictures. Serwis Rotten Tomatoes przyznał mu wynik 83%.
Film wydany w Polsce na kasetach wideo i płytach DVD z firmą Imperial Entertainment. Film wydany na DVD i Blu-Ray z dystrybucją CD Projekt i Galapagos Films. Film wyemitowany w telewizji na kanałach: TVP1, Puls 2.

## Fabuła
Dziewczynka o imieniu Penny wysyła list w butelce, w którym informuje, że została porwana i prosi o pomoc. Wiadomość trafia do Ratunkowej Agencji Specjalnej, międzynarodowej organizacji myszy. Na ratunek dziewczynce wyrusza Bianka, dama z Węgier, która na swego kompana wybiera Bernarda, woźnego z Nowego Jorku. Myszy dowiadują się, że Penny została uprowadzona przez Meduzę, właścicielkę lombardu, która więzi dziewczynkę, by ta pomogła jej w odnalezieniu bezcennego diamentu, zwanego Okiem Diabła. Z pomocą mieszkańców Diabelskiego Rozlewiska myszom udaje się uwolnić Penny i odebrać diament Meduzie. Udowadniają, że mali razem są siłą, która potrafi zwyciężyć zło. Po powrocie do miasteczka Penny zostaje adoptowana, a Bernard i Bianka otrzymują wiadomość o kolejnej przygodzie.

## Obsada głosowa
- Bob Newhart – Bernard
- Eva Gabor – Bianka
- Michelle Stacy – Penny
- Geraldine Page – Madame Meduza
- Joe Flynn – Snoops
- Jim Jordan – Orville
- John McIntire – kot Rufus
- Jeanette Nolan – Ellie Mae
- Pat Buttram – Luke
- James Macdonald – Evinrude
- Bernard Fox – Przewodniczący
- George Lindsey – Deadeye
- Larry Clemmons – Gramps
- Dub Taylor – Kopacz
- John Fiedler – diakon Sowa
- Bill McMillan – spiker telewizyjny

## Wersja polska
Produkcja polskiej wersji językowej: Disney Character Voices International, Inc.

Wersja polska: Studio Sonica

Reżyseria: Krzysztof Kołbasiuk

Dialogi polskie: Maria Utecht

Teksty piosenek: Marek Robaczewski

Kierownictwo muzyczne: Marek Klimczuk

Opieka artystyczna: Magdalena Snopek

Udział wzięli:
- Jan Kociniak − Bernard
- Ewa Złotowska − Bianka (dialogi)
- Karina Szafrańska − Bianka (śpiew)
- Julia Malska − Penny
- Maria Pakulnis − Madame Meduza
- Krzysztof Strużycki – Snoops
- Ryszard Nawrocki − Orville
- Stanisław Brudny − kot Rufus
- Ilona Kuśmierska – Ellie Mae
- Andrzej Fedorowicz – Luke
- Mariusz Leszczyński – Przewodniczący
- Marek Bocianiak – 
  - Deadeye,
  - spiker telewizyjny
- Krzysztof Zakrzewski – Gramps
- Marek Robaczewski – Kopacz
- Cezary Kwieciński – diakon Sowa
- Paweł Szczesny

### Piosenki
- „Pomóż mi”, „Za mną rusz” i „Ktoś czeka” – Olga Bończyk
- „Hymn Agencji” – Karina Szafrańska, Jan Kociniak, Mariusz Leszczyński, Anna Ułas, Krzysztof Pietrzak, Jacek Bończyk, Tomasz Steciuk, Agnieszka Nowak-Betley, Agnieszka Piotrowska, Katarzyna Pysiak